# 뢰치베르크 베이스 터널

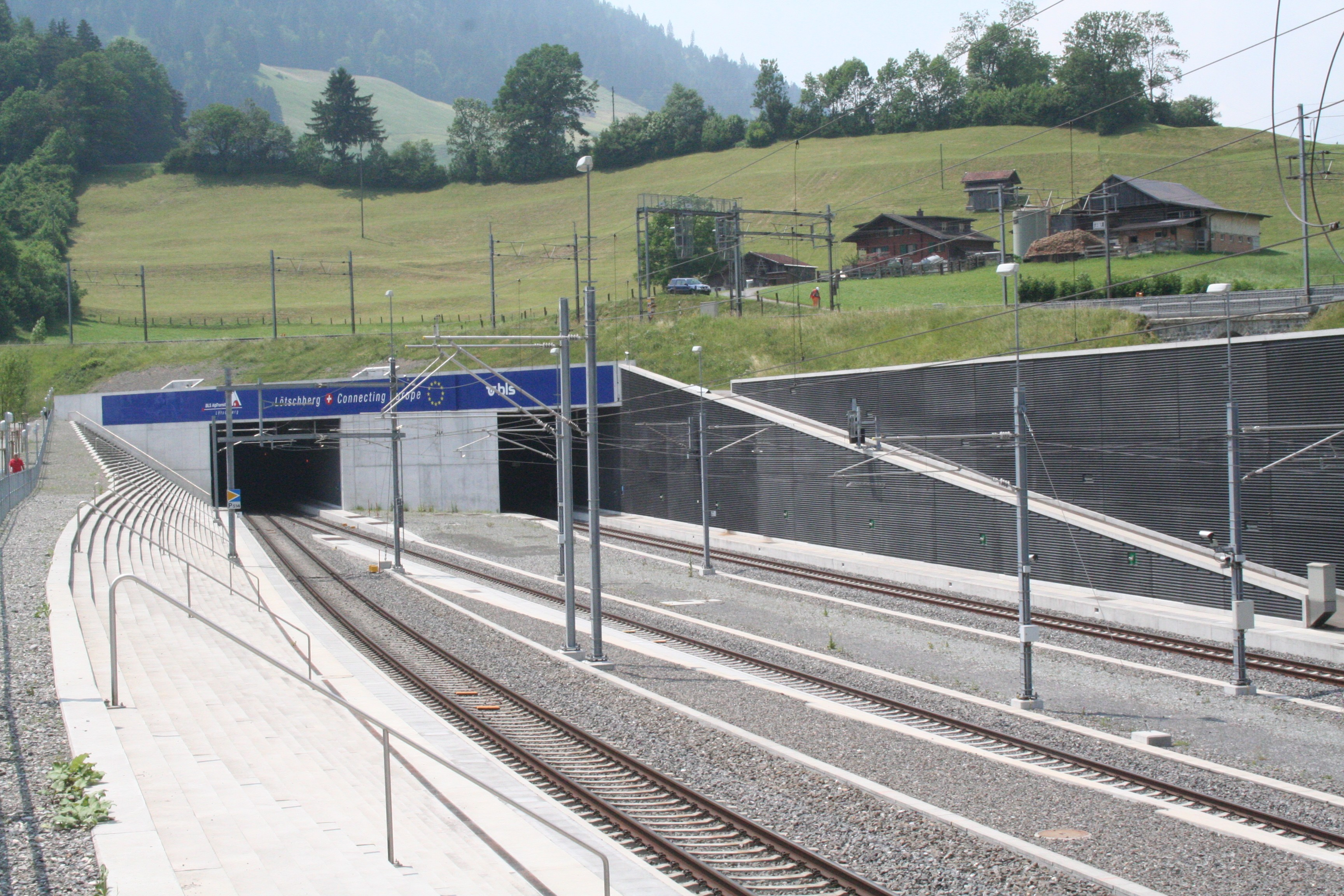
프루티겐의 북쪽 출구

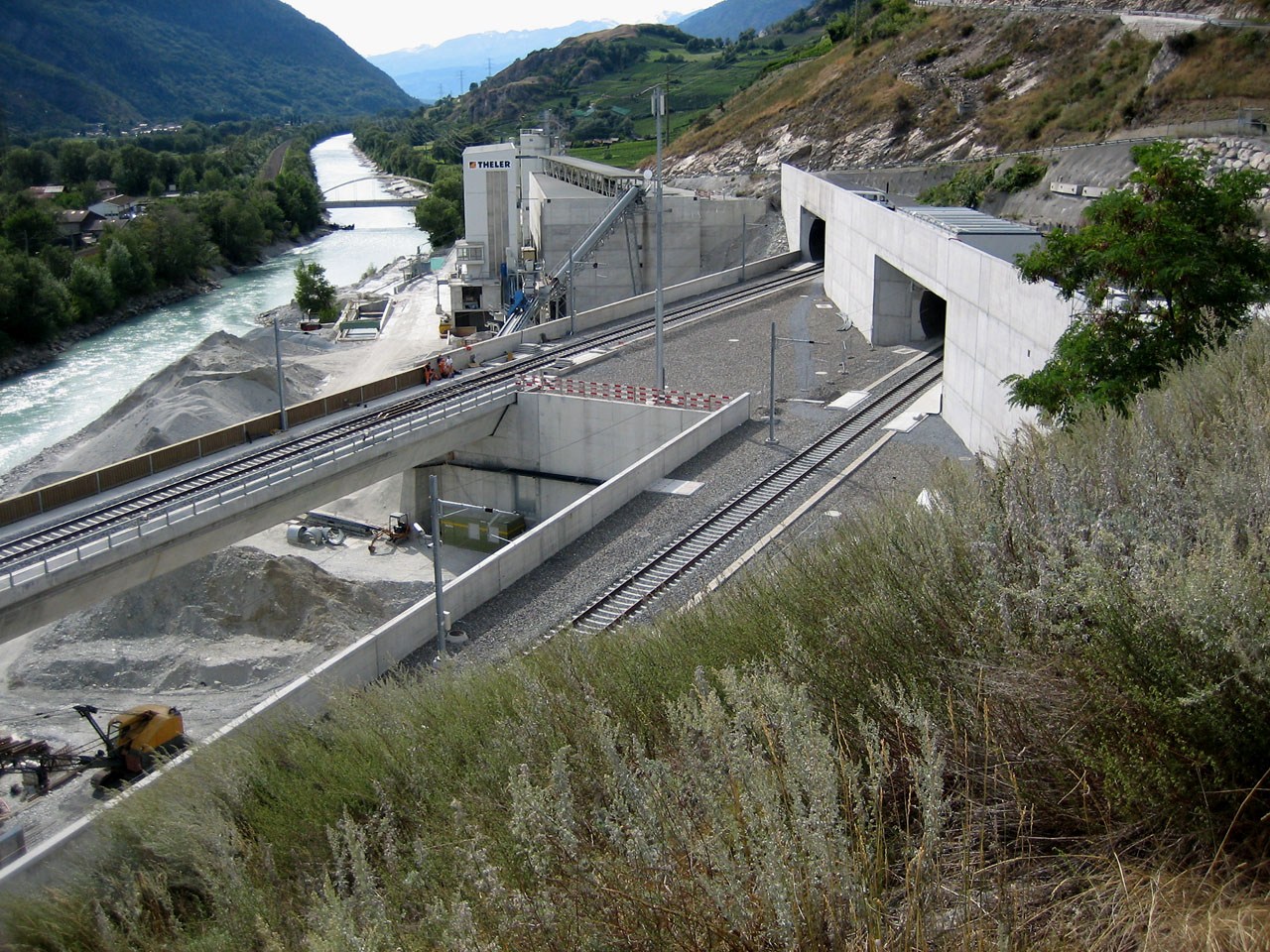
라론의 남 출구

뢰치베르크 베이스 터널(Lötschberg Base Tunnel, LBT)은 BLS AG의 뢰치베르크선에 있는 34.57km의 철도 베이스 터널로, 기존 뢰치베르크 터널 약 400m 아래 스위스의 베른 알프스를 관통한다. 이 터널로 베른주의  프루티겐과 발레주의 라론 사이를 운행한다.
뢰치베르크 베이스 터널은 NRLA 프로젝트(알프스를 통과하는 새로운 철도 연결)의 두 중심 요소 중 하나로 건설되었다. LBT의 건설은 1999년에 시작되어 2005년에 돌파구를 마련했다. 완공 기념식은 2007년 6월에 열렸다. 첫 번째 열차 운행은 2007년 12월에 시작되었다. 개통된 지 불과 몇 년 만에 LBT는 21km의 단일 선로 구간이 존재하기 때문에 포화 상태가 되었다. 두 번째 구멍이 완성되지 않으면서, 전체 용량이 크게 감소했다. 2016년에는 10억 스위스 프랑이 소요될 것으로 추정되는 LBT의 두 번째 트랙 완성을 위한 계획 계약이 체결되었다. 결과 계획은 2019년 봄에 제시되었으며, 두 번째 터널 건설은 2021/2022년에 시작되어 2028년 말까지 완료될 예정이다.

## 건설

### 초기 건설
LBT는 대안으로 철도 기반 화물을 위한 더 빠른 경로를 제공함으로써 스위스 도로 네트워크에서 트럭 교통을 용이하게 하기 위해 주로 건설되었다. 보고에 따르면 1980년대와 2000년대 사이에 남북 유럽 축의 교통량이 10배 이상 증가하여 증가하는 수요에 더 잘 대처하기 위한 기반 시설 투자가 필요했다. 따라서 LBT를 통해 상당수의 트럭과 트레일러를 독일에서 기차에 싣고 철도로 스위스를 통과하고 이탈리아에서 하역할 수 있다. 또한 스위스 스키 리조트를 방문하는 독일인 관광객의 이동 시간을 단축하고 발레를 통근할 수 있도록 한다. 이동 시간을 50% 단축하여 베른까지의 거리를 줄이다. 총비용은 SFr 43억이다. (2007년 기준, 1998년 가격으로 수정됨) 이 터널과 고트하르트 베이스 터널은 스위스 NRLA 프로젝트의 두 가지 핵심 요소이다.
1994년에는 이 지역에서 조기 시추 작업이 수행되었다. 1999년에 LBT에 대한 본격적인 건설 작업이 시작되었다. 굴착과 발파 등의 전통적인 기술을 조합하여 대부분 굴착되었다. 터널의 약 80%가 이러한 기존 방식을 사용하여 건설되었다. 나머지 20%는 TBM(Tunnel Boring Machine)을 사용하여 굴착되었다. 발굴 작업은 북문과 남문 모두에서 수행되었다. 2005년 4월 동안 건설 프로세스가 획기적인 돌파구를 마련한 이정표에 도달했다. 이 행사에는 1,000명의 내빈이 참석했다. 발굴 과정에서 15,000km(16단트 톤)의 폭발물이 사용된 것으로 알려졌으며, 추출된 물질은 4,000km 길이의 화물 열차를 채웠을 것이다. 다음 1년 동안 트랙 자체를 포함하여 모든 운영 시스템을 설치하는 피팅 프로세스를 중심으로 작업했다.
2006년 7월 LBT의 선로 건설이 완료되었다고 선언되었다. 그런 다음 ETCS 레벨2 시스템 사용에 중점을 둔 1,000개 이상의 테스트를 포함하여 광범위한 테스트가 수행되었다. 모든 시스템이 검증되었다고 만족하면 2007년 6월에 LBT의 공식 개막식이 열렸다. 이 행사에서 터널은 세계에서 가장 긴 육상 터널로 인정받았다. LBT는 약 27억 달러의 예산을 약 8억 4천만 달러 초과하여 운영에 영향을 미쳤다.
2007년 12월 9일에 LBT가 작동한다고 선언되었다. 처음에는 일반 화물 서비스만 LBT를 통과했으며 소수의 국제 및 인터시티 여객 열차(슈피츠와 브리크 사이에 정차하지 않음)가 있었다. 여객열차는 기존 시간표에 따라 계속 운행되었다. (LBT를 통한 실제 이동 시간이 약 30분에 불과했음에도 불구하고 슈피츠와 브리크 간의 이동 시간은 2007년 12월까지 56분으로 간주되었다.) 2008년 2월부터 LBT는 일반 인터시티 노선에 일상적으로 사용되었다. 피스프와 슈피츠 사이의 이동 시간은 약 28분이며 이 중 LBT 내에서 16분이 소요된다.

### 추가 단계
전체 NRLA 프로젝트로 인한 비용 급증의 결과, 뢰치베르크 터널에서 고트하르트 베이스 터널로 자금을 전용하기로 결정했다. 이 자금 조달 결정으로 인해 LBT는 장기간에 걸쳐 부분적으로 완료된 상태로 남게 되었다. 완전히 완료되면 LBT는 약 300m마다 교차 절단으로 연결된 두 개의 단일 트랙 구멍으로 포털에서 포털까지 나란히 구성되어 다른 터널을 탈출에 사용할 수 있다.
현재 남쪽에서 북쪽으로 터널의 3분의 1은 복선로, 3분의 1은 두 번째 시추는 있지만, 장비가 없는 단일 선로이며, 나머지 3분의 1은 비상 탈출구를 제공하는 평행 탐사 보조 장치가 있는 단일 선로 터널이다. 이 사용되지 않은 서쪽 구멍은 유지 관리 요원이 활성 동쪽 터널에 접근하는 수단으로 사용했다. 1990년대 초반에 추진된 인접 탐사 시추도 이러한 목적에 유용한 것으로 입증되었다.
건설 과정은 3단계로 나뉘었고 그 중 현재까지 1단계만 완료되었다.
- 1단계 : 서쪽 튜브 길이의 약 75%와 주 터널의 전체 동쪽 튜브, 엥슈틀리게 터널, 론강을 가로지르는 두 다리 및 슈테크에서 분기 구멍의 건설. 트랙은 LBT 및 엥슈틀리게 터널의 동쪽 튜브에, 남쪽에서 시작하여 LBT의 서쪽 튜브에 약 12km에 걸쳐 있다.
- 2단계 : LBT의 서쪽 튜브의 지루하지만 장착되지 않은 부분과 엥슈틀리게 터널의 서쪽 튜브에 트랙을 부설한다.
- 3단계 : 서쪽 튜브의 나머지 8km 건설, 슈테크 분기에 선로 설치, 이 분기를 본선 브리크-로잔(로잔 방향)에 연결한다.

2단계와 3단계는 동시에 또는 별도로 수행할 수 있다. LBT 작업을 완료하는 데 드는 비용은 약 10억 스위스 프랑으로 추산된다. 이 프로젝트에는 또한 발레주의 론강을 가로지르는 2개의 평행 교량, 2.6km의 엥슈틀리게 터널(컷앤 커버리 방식으로 건설, 두 트랙이 벽으로 분리됨 )이 포함된다. 2016년 SRP 인테리어 디자이너가 이끄는 스위스 엔지니어링 컨소시엄 IG 발트에 2단계 및 3단계 계획 계약이 체결되었다. 결과 계획은 2019년 초에 검토를 위해 제출되었다. 당시 공사는 2021~2022년경 착공해 2028년 말 완공을 목표로 하고 있었다.

## 운용
소유주인 BLS NETZ AG는 LBT를 세계에서 가장 안전하고, 현대적이며 기술적으로 가장 복잡한 철도 터널 중 하나로 소개한다. 회사는 터널의 혼잡을 전체 용량을 심각하게 제한하는 단일 트랙 구간의 존재와 여객과 화물 교통의 급속한 성장의 조합에 기인한다. 그들은 복선 운행의 구현을 ‘절대적으로 필수적인’ 것으로 보고 있다. LBT의 운영은 전체 스위스 철도 네트워크에서 시간표의 신뢰성과 유연성에 영향을 미칠 뿐만 아니라 운송하는 화물 운송을 통해 생산 비용을 줄이는 데 도움이 된다고 한다.
통과 루프가 없는 21km의 단일 트랙은 운영을 크게 복잡하게 만든다. 비교적 최근에 완공되었음에도 불구하고, LBT는 이미 알프스를 횡단하는 철도 화물의 주요 병목이 되었다. 일반적으로 LBT를 사용하는 열차는 긴 간격으로 분리된 각 방향으로 실행되는 일괄 처리로 함께 예약된다. 7분 이상 지연된 열차는 기존 노선을 통해 라우팅되거나 LBT 방향으로 다음 이용 가능한 시간표 슬롯을 기다려야 하므로 두 경우 모두 더 긴 지연이 발생한다. 2019년까지 하루에 약 110개의 열차가 LBT를 사용하고 있었고 추가 66개는 주로 기본 터널의 현재 용량 제약으로 인해 기존 산악 터널을 계속 사용했다. 이 110개 중 30개는 여객 서비스였고 80개는 복합 화물 운송 및 장거리 대형 화물 열차를 포함한 다양한 유형의 화물을 운송했다. 최대 중량이 3,600톤(4,000단톤)이고 최대 길이가 1,500m인 대형 화물 열차는 기존 산악 트랙의 최대 게이지보다 높기 때문에 LBT를 사용해야 한다. 2017년까지 LBT는 3,570만 톤의 철도 화물 이동을 촉진한 것으로 보고되었다.
LBT는 근처 슈피츠에 기반을 둔 전용 제어센터에서 운영과 모니터링된다. 터널은 비상 상황을 처리하기 위한 다양한 조치를 통합한다. 이러한 상황에서 사용하기 위해 한 쌍의 중간 접근 터널이 일련의 지하 비상 스테이션에서 메인 구멍과 연결된다. 기차는 길이에 걸쳐 여러 개의 교차 링크를 통해 두 개의 구멍 사이를 이동할 수도 있다.
2020년 3월 13일, LBT의 두 번째 구멍은 물과 모래의 침입이 발견된 후 모든 교통이 일시적으로 폐쇄되었으며, 이를 해결하기 위한 개선 작업이 수행되었다. 터널 내부 청소, 흡입을 통해 모래 및 과도한 물 제거 및 배수 시스템에서 플러싱하는 것 외에도 임시 강철 탱크가 구멍에 설치되어 특히 중점적으로 터널을 정기적으로 검사한다. 문제. 또한 장기적으로 재발을 방지하기 위한 솔루션이 확인되었으며 2020년 후반에 연방 교통국의 승인을 위한 계획으로 편집될 예정이다. 승인되면 LBT의 구간이 그에 따라 수정된다. 2020년 4월 27일, LBT가 완전히 재개되었다고 발표되었다.

## 운영 속도
- 일반 화물 열차: 100km/h(62.1mph)
- 적격 화물 열차: 160km/h(99.4mph)
- 여객 열차: 200km/h(124.3mph)
- 틸팅 여객 열차 : 250km/h(155.3mph)

## 지열
따뜻한 지하수가 LBT에서 지속적으로 배출된다. 터널에서 흘러나오는 이 온천수는 이국적인 과일, 철갑상어 고기 및 캐비아를 생산하는 열대 온실인 트로펜하우스 프루티겐을 데우는 데 사용된다.

## 같이 보기
- 뢰치베르크
- 뢰치베르크 터널
- 심플론 터널
- NRLA